# Cantone di Chemin
Il Cantone di Chemin era una divisione amministrativa dell'arrondissement di Dole.
A seguito della riforma approvata con decreto del 17 febbraio 2014, che ha avuto attuazione dopo le elezioni dipartimentali del 2015, è stato soppresso.

## Composizione
Comprendeva i comuni di:
- Annoire
- Aumur
- Champdivers
- Chemin
- Longwy-sur-le-Doubs
- Molay
- Peseux
- Petit-Noir
- Saint-Aubin
- Saint-Loup
- Tavaux